# Ограда Воронихинского сквера
Ограда Воронихинского сквера — памятник архитектуры, полукруглая ограда длиной 153 метра, ограждающая Воронихинский сквер в Санкт-Петербурге. Одна из последних работ архитектора А. Н. Воронихина.
Ограду построили в 1811—1812 годах, она составлена из 14 гранитных дорических колонн с широкими каннелюрами и гранитными шарами поверх, а также чугунной решётки, изготовленной Василием Захаровым по рисункам Воронихина. По верху каждого звена расположен широкий орнаментальный пояс, перекликающийся с гранитным цоколем ограды. Для укрепления звеньев по краям пояса сделаны горизонтальные тяги. Решётка сочетает прозрачный фон, образованный копьями, и расположенные в их центре литые скомпонованные ромбами орнаменты, расчленённые надвое в местах примыкания к столбам. По замыслу архитектора, решётка должна была перекликаться со второй колоннадой построенного им же Казанского собора (проект колоннады не был реализован): в ней использованы те же пластические контрасты, что и в основной архитектуре здания — в частности, основной рисунок ограды напоминает рельеф, выделяющийся на гладкой стене собора. В узоре сочетаются классические и византийские элементы, православные атрибуты, виноградные лозы, сияние в кругах; узор, в свою очередь, сочетается с массивными колоннами.
Звенья были отлиты в 1811 году на заводе Берда. Стержни решётки и виньетки на них подвешены к мощному чугунному брусу под фризом, а этот брус опирается на гранитные подставки по обе стороны колонн; над фризом проходит второй такой же брус, который и опирается на тело колонны, входя в её капитель.

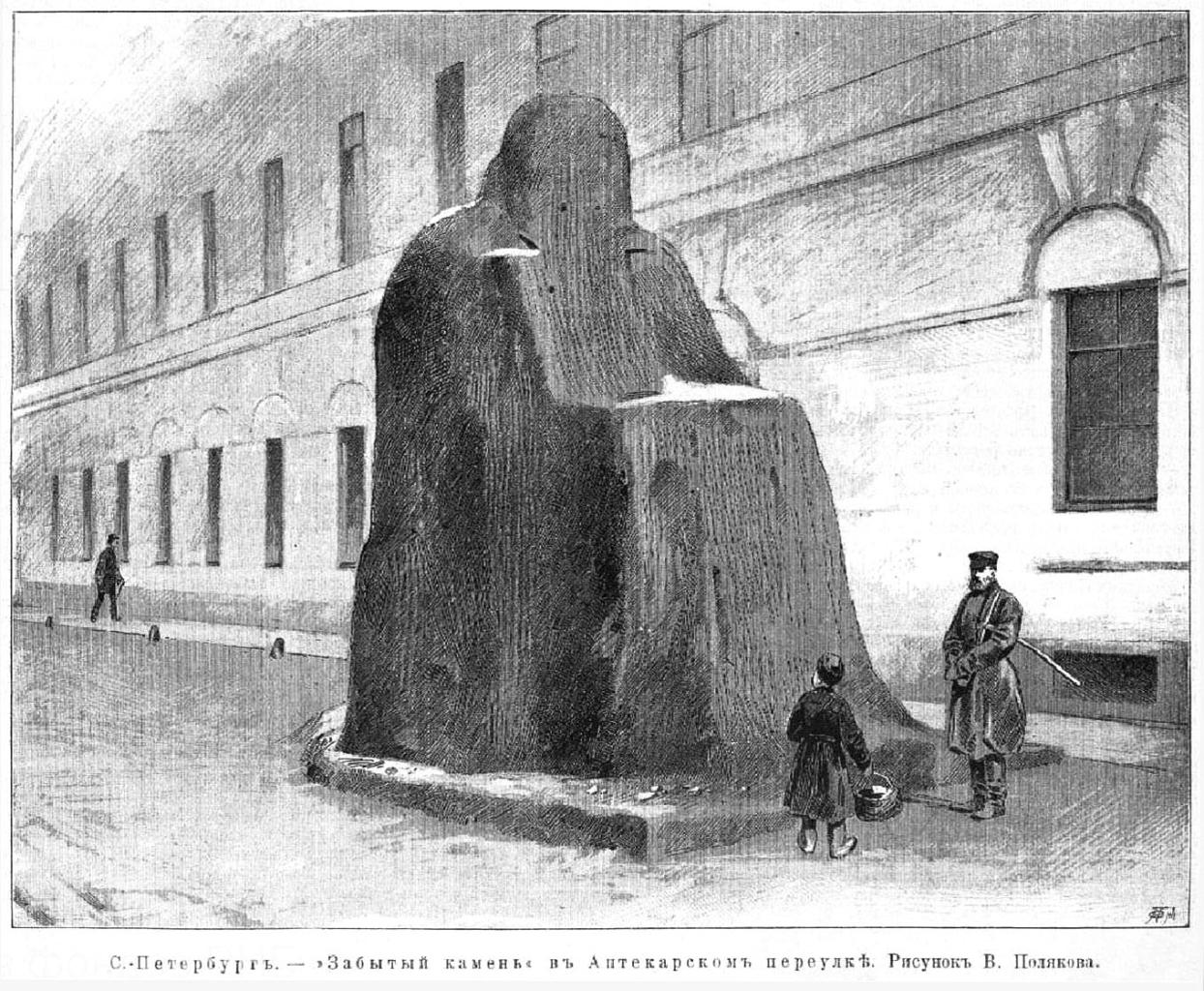
«Забытый камень в Аптекарском переулке», «Всемирная иллюстрация», 1886, № 935 (13 декабря)

Первые эскизы Воронихина относятся к 1805 году, реализованный проект был утверждён в 1810 году, по нему предполагалось по краям ограды поставить статуи апостолов Петра и Павла; гранитные основания остались в проекте, хотя статуи не были установлены. Предполагалось, что статуи сделают из «морского гранита», того же материала, из которого сделаны цоколь, столбы и замыкающие пилоны. Блоки для этих статуй (1500 пудов каждый, 4,27х3,91х6,; м) были выломаны весной 1812 года в каменоломне Фридрихсгама. Модели статуй были выполнены в глине. Блоки планировалось перевозить в специальном боте, выделенном Военно-морским министерством, в июне 1813 года. Один из них довезли до Аптекарского переулка, где он упал с платформы, после чего пролежал на проезжей части несколько десятилетий — обсуждались планы взрыва блока или глубокой ямы под камень, но только в 1886 году его раскололи и использовали при строительстве фундамента Спаса на Крови. Второй камень до Санкт-Петербурга не доехал: судно с ним перевернулось при погрузке, блок подняли со дна Финского залива только в начале XX века и использовали для подножия памятника С. О. Макарову в Кронштадте.
В конце XIX века ограду скрыли со стороны улицы построенные здания (оранжерея, фотографический павильон и прочие здания), сама решётка незадолго до 1917 года была обита железными листами; обветшавшие здания были разобраны в 1946—1947 годах, решётка раскрыта, обнаружились сильные повреждения — как от погодных условий, так и от осколков времён Великой Отечественной войны. Реставрация проводилась в 1975—1978 годах объединением «Буммаш» по специальному решению Исполкома Ленинградского Совета: было заново отлито 8 тысяч деталей взамен повреждённых, сделано 30 тысяч болтиков и винтиков. При реставрации было обнаружено, что у каждого листика и розетки существовала своя собственная форма, прожилки и изгибы не повторяются.
На 2025—2026 годы запланирована новая капитальная реставрация решётки, на которую из городского бюджета выделено более 3 миллионов рублей.